# Kabinett Stoiber IV
Das Kabinett Stoiber IV kam nach der Landtagswahl am 21. September 2003 ins Amt und regierte Bayern während der 15. Legislaturperiode. Die CSU erhielt (wie schon 1962, 1966, 1970, 1974, 1978, 1982, 1986, 1990, 1994 und 1998) eine Mehrheit der Landtagsmandate; sie konnte also alleine regieren. Das Kabinett Stoiber war vom 14. Oktober 2003 bis zum 16. Oktober 2007 (ab 1. Oktober 2007 kommissarisch) die Staatsregierung  des Freistaates Bayern. Dann wurde Günther Beckstein Stoibers Nachfolger; sein Kabinett amtierte bis nach der Landtagswahl in Bayern am 28. September 2008. 
Nach dem Rücktritt von Kultusministerin Monika Hohlmeier berief Stoiber am 20. April 2005 Siegfried Schneider als neuen Kultusminister. Infolge des Wechsels von Wirtschafts- und Verkehrsminister Otto Wiesheu zur Deutsche Bahn AG kam es am 29. November 2005 zu einer Rochade der Kabinettsmitglieder Huber, Sinner und Müller; Otmar Bernhard trat als Umweltstaatssekretär neu in die Staatsregierung ein.
| Amt oder Ressort                                                          | Bild                         | Amtsinhaber(in)                   | Partei | Partei | Staatssekretär(in)           | Partei | Partei |
| ------------------------------------------------------------------------- | ---------------------------- | --------------------------------- | ------ | ------ | ---------------------------- | ------ | ------ |
| Ministerpräsident                                                         |                              | Edmund Stoiber                    |        | CSU    |                              |        |        |
| Staatsminister und Leiter der Staatskanzlei                               |                              | Erwin Huber bis 29.11.2005        |        | CSU    |                              |        |        |
| Staatsminister und Leiter der Staatskanzlei                               |                              | Eberhard Sinner ab 29.11.2005     |        | CSU    |                              |        |        |
| Inneres und Stellvertretender Ministerpräsident                           |                              | Günther Beckstein                 |        | CSU    | Georg Schmid                 |        | CSU    |
| Staatsminister für Bundes- und Europaangelegenheiten in der Staatskanzlei |                              | Eberhard Sinner bis 29.11.2005    |        | CSU    |                              |        |        |
| Staatsminister für Bundes- und Europaangelegenheiten in der Staatskanzlei |                              | Emilia Müller ab 29.11.2005       |        | CSU    |                              |        |        |
| Justiz                                                                    |                              | Beate Merk                        |        | CSU    |                              |        |        |
| Unterricht und Kultus                                                     |                              | Monika Hohlmeier bis 21.04.2005   |        | CSU    | Karl Freller                 |        | CSU    |
| Unterricht und Kultus                                                     |                              | Siegfried Schneider ab 21.04.2005 |        | CSU    | Karl Freller                 |        | CSU    |
| Wissenschaft, Forschung und Kunst                                         |                              | Thomas Goppel                     |        | CSU    |                              |        |        |
| Finanzen                                                                  |                              | Kurt Faltlhauser                  |        | CSU    | Franz Meyer                  |        | CSU    |
| Wirtschaft, Infrastruktur, Verkehr und Technologie                        |                              | Otto Wiesheu bis 29.11.2005       |        | CSU    | Hans Spitzner                |        | CSU    |
| Wirtschaft, Infrastruktur, Verkehr und Technologie                        |                              | Erwin Huber ab 29.11.2005         |        | CSU    | Hans Spitzner                |        | CSU    |
| Umwelt, Gesundheit und Verbraucherschutz                                  |                              | Werner Schnappauf                 |        | CSU    | Emilia Müller bis 29.11.2005 |        | CSU    |
| Umwelt, Gesundheit und Verbraucherschutz                                  | Otmar Bernhard ab 29.11.2005 | Werner Schnappauf                 |        | CSU    | CSU                          |        |        |
| Landwirtschaft und Forsten                                                |                              | Josef Miller                      |        | CSU    |                              |        |        |
| Arbeit und Sozialordnung, Familie und Frauen                              |                              | Christa Stewens                   |        | CSU    | Jürgen W. Heike              |        | CSU    |